# 龙甫镇
龙甫镇，是中华人民共和国广东省肇庆市四会市下辖的一个乡镇级行政单位。

## 行政区划
龙甫镇下辖以下地区：
龙甫社区、水口村、白石塘村、龙头村、营脚村、蚁田村、芙蓉村和燕岭村。